# 레이철 켈러
레이철 켈러(Rachel Keller, 1991년 12월 25일 ~ )는 미국의 배우이다.

## 출연 작품

### 영화
- 오토라는 남자 (2022년) - 소냐 역